# Ganguelia
Ganguelia  (лат.) — монотипный род двудольных растений семейства Мареновые (Rubiaceae), включающий вид Ganguelia gossweileri (S.Moore) Robbr.. Выделен бельгийским ботаником Элмаром Роббрехтом в 1996 году.

## Распространение, описание
Единственный вид является эндемиком Анголы.
Клубневые хамефиты. Листья округлые, жилистые, с густым опушением.
Ряд особенностей строения Ganguelia отличают этот род от прочих представителей своей трибы Gardenieae.